# 日本語入力コンソーシアム
日本語入力コンソーシアム（にほんごにゅうりょくコンソーシアム）は、日本語に適した入力方式の普及と標準化を目的に1989年に発足した業界団体である。親指シフトキーボードに改良を加えたNICOLA仕様キーボードを制定しており、その普及によるデファクトスタンダード化と、JIS規格化を目指している。

## 会員企業
- 株式会社アスキー
- Apple Computer株式会社
- 株式会社内田洋行
- 株式会社エー・ピー・ラボ
- 株式会社サニコン
- 三洋電機株式会社
- ソニー株式会社
- 株式会社デジタルウェイブ
- 日本アイ・ビー・エム株式会社
- 株式会社PFU
- ヒューマンインターフェース株式会社
- 富士通株式会社
- 松下電器産業株式会社
- リュウド株式会社